# Norrlandet, Houtskär
För andra betydelser, se Norrlandet (olika betydelser).
Norrlandet är en ö i Finland.   Den ligger i kommunen Pargas i den ekonomiska regionen  Åboland  och landskapet Egentliga Finland, i den sydvästra delen av landet, 210 km väster om huvudstaden Helsingfors.
Terrängen på Norrlandet är mycket platt. Öns högsta punkt är 8 meter över havet.
I övrigt finns följande på Norrlandet: